# 고고재팬
고고재팬(일본어: GO 碁 JAPAN)은 2013년 5월 20일 창설된 역사상 최초의 일본 바둑 국가대표팀이다.

## 팀의 구성
- 국가대표팀의 구성은 매년 갱신된다.

### 2013년
- 감독 - 야마시로 히로시 9단
- 코치 - 장쉬 9단, 다카오 신지 9단, 장리요우 8단
- 남자 기사 - 이야마 유타 9단, 야마시타 케이고 9단, 유키 사토시 9단, 장쉬 9단, 하네 나오키 9단, 다카오 신지 9단, 왕밍완 9단, 류시훈 9단, 고노 린 9단, 미조카미 도모치카 9단, 세토 다이키 7단, 무라카와 다이스케 7단, 우치다 슈헤이 7단, 안자이 노부아키 6단, 시다 다쓰야 6단, 후지타 아키히코 3단, 가나자와 마코토 3단, 스즈키 신지 3단, 데라야마 레이 3단, 이치리키 료 3단
- 여자 기사 - 셰이민 6단, 아오키 기쿠요 8단, 요시다 미카 8단, 가토 게이코 6단, 스즈키 아유미 6단, 무카이 치아키 5단, 지넨 가오리 4단, 오사와 나루미 4단, 오쿠다 아야 3단, 이시이 아카네 2단
- 20세 미만의 일본 기사는 '육성'이라는 목표로 명단과 관계없이 전원 참여한다.

## 창설 배경
- 일본은 선발전 없이 상금 랭킹 위주로 세계 대회 대표 선수를 뽑아왔다. 그러나 이러한 방식으로는 상위 몇몇 기사를 제외하곤 기회 자체가 박탈되는데 이는 새 인물 발굴을 가로막고 장기적으로는 국제 경쟁력 약화로 이어진다는 지적이 끊이지 않았다.

## 대표 선발 원칙
- 감독이 선발권을 갖는다. 선발 방식 역시 감독의 재량에 따른다.